# محجوب الطوبجي
محجوب الطوبجي ولد عام 1942 في مكناس، هو قائد متقاعد من القوات البرية الملكية المغربية. قاد كتيبة من الجنود الصحراويين أثناء حرب الصحراء الغربية وكان مساعد لأحمد الدليمي، عند وفاة هذا الأخير تم احتجاز محجوب بطريقة تعسفية وكان قادرا على الهروب من السجن حيث فر إلى فرنسا، لكنه عاد إلى المغرب بعد أن نجح في اجتماع الحسن الثاني بن محمد خلال اجازته في فرنسا في فندق Le Crillon.
في عام 2005، كتب الطوبجي كتابا بعنوان ضباط جلالته (بالفرنسية: Les Officiers de Sa Majesté)‏ يحكي فيه عن الجيش المغربي وعملياته خاصة خلال حرب أكتوبر وكذلك حروبه من أجل الصحراء الغربية، وقد أشار في هذا الكتاب إلى أن حسني بنسليمان هو أقوى رجل في المغرب متفوقا بذلك على سلطة الملك، كما يحمله مسؤولية سجنه ومسؤولية مجموعة من عمليات الابتزاز ضد المغاربة المعارضين للنظام وعملية إلقاء اللوم على إدريس البصري.
بعد نشره لكتابه، واجه وتعرض لبعض المضايقات والتخويف في منفاه في فرنسا، وقد توقفت أجرة تقاعده فجأة في أواخر عام 2012، لكنه خاض حينها إضرابا عن الطعام والشراب احتجاجا على كل هذا وقد استطاع بعد ضغط شديد أن يفرض على الدولة المغربية راتبه مجددا.